# Sarah Jollien-Fardel
Sarah Jollien-Fardel, née en 1971 à Sion, est une journaliste et romancière suisse.
Elle reçoit le Prix du roman Fnac et le Goncourt des détenus en 2022 pour son roman Sa préférée.

## Biographie

### Origines, enfance et famille
Sarah Jollien-Fardel naît en 1971 à Sion. Elle grandit dans un village du district d'Hérens dans le canton du Valais en Suisse.
À l'adolescence, elle fuit la montagne et vit plusieurs années à Lausanne avant de retourner en Valais avec sa famille.
Sarah Jollien-Fardel est mariée et a deux fils. Elle habite à Bramois,,.

### Parcours professionnel et écriture
Journaliste spécialisée en littérature et en mode, elle écrit pour plusieurs titres de la presse locale et nationale. Elle tient un blog sur la mode, intitulé Sarah babille de 2007 à 2012, puis Révérencieux jusqu'à au moins fin 2015.
D'août 2019 à décembre 2022[réf. souhaitée], elle est rédactrice en chef du magazine de Payot Aimer lire.
Son premier roman, Sa préférée, sorti en  2022 mais dont la rédaction était déjà terminée en 2017, retrace une enfance auprès d’un père violent et ses conséquences sur la vie affective et le lien au monde de la narratrice. Il reçoit le Prix du roman Fnac 2022 et il est sélectionné pour le prix Goncourt. Le réalisateur suisse Pierre Monnard en a acheté les droits afin d'en faire un film,
En 2025 sort son deuxième roman La Longe qui explore  le sujet de la résilience après la mort d'un enfant,.

### Autres activités
Sarah Jollien-Fardel est bénévole dans une association pour femmes battues.

## Distinctions
- 2022 : Prix du roman Fnac pour Sa préférée[17]

- Choix Goncourt de la Suisse pour Sa préférée [18]

- 2022 : Prix Goncourt des détenus pour Sa préférée[19]
- Prix Millepages 2022 [20]